# Гвоздок (озеро, Полоцкий район)
Гвоздо́к (бел. Гваздо́к) — озеро в Полоцком районе Витебской области Белоруссии. Относится к бассейну реки Свина́.
Озеро располагается в 52 км к северо-востоку от города Полоцк, рядом с деревней Белое, на территории гидрологического заказника «Глубокое — Большое Островито».
Площадь поверхности озера составляет 0,1 км². Длина — 0,62 км, наибольшая ширина — 0,27 км. Длина береговой линии — 1,55 км. Площадь водосбора — 1 км².
Котловина лощинного типа, вытянутая с северо-востока на юго-запад. Склоны высотой 20—25 м, крутые (на западе — высотой до 10 м, пологие), поросшие лесом. Береговая линия слабоизвилистая.
Озёра Гвоздок и Большое Белое соединены протокой.